# Telgruc-sur-Mer
Telgruc-sur-Mer é uma comuna francesa na região administrativa da Bretanha, no departamento Finisterra. Estende-se por uma área de 28,3 km². Em 2010 a comuna tinha 2 144 habitantes (densidade: 75,8 hab./km²).